# حزب وحدت اسلامی مردم افغانستان

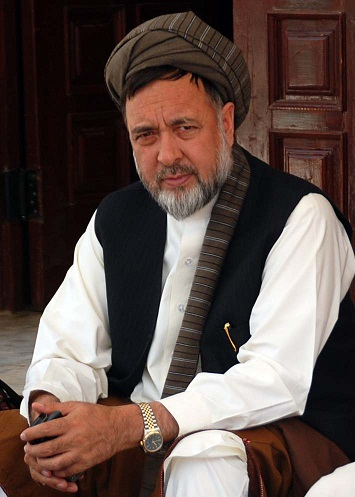
محمد محقق، رهبر حزب وحدت اسلامی مردم افغانستان و یکی از رهبران اصلی هزاره ها.

حزب وحدت اسلامی مردم افغانستان به ریاست حاجی محمد محقق از رهبران اصلی هزاره ها و با انشعاب از حزب وحدت اسلامی افغانستان تشکیل شده‌است. حزب وحدت اسلامی یکی از مهم‌ترین حزب قوم هزاره در افغانستان است که در دوران جنگ شوروی در افغانستان تأسیس شد.
حزب وحدت اسلامی مردم افغانستان در انتخابات ریاست‌جمهوری ۱۳۹۳ افغانستان حامی عبدالله عبدالله بود و رهبر آن محقق به عنوان معاون دوم عبدالله در انتخابات حضور داشت.